# Suporte avançado de vida
Suporte avançado de vida (ALS, do inglês: Advanced life support) é um conjunto de protocolos de salvamento e habilidades que estendem o suporte básico de vida para apoiar ainda mais a circulação e fornecer uma via aérea aberta e ventilação adequada (respiração).

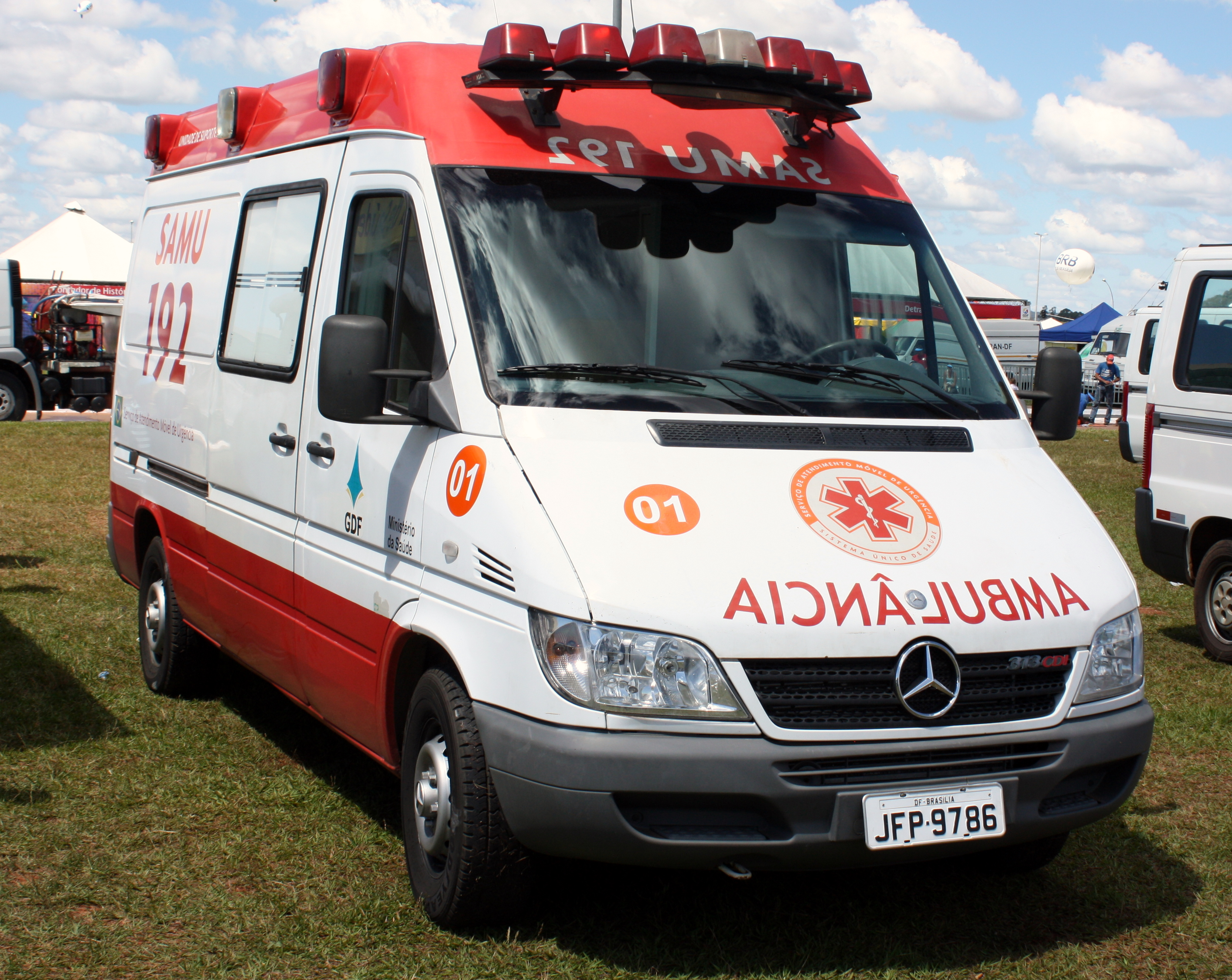
Uma ambulância de suporte avançado de vida do Serviço de Atendimento Móvel de Urgência do Brasil (SAMU).

## Componentes
Estes incluem:
- Intubação endotraqueal;
- Indução de sequência rápida;
- Monitoramento cardíaco;

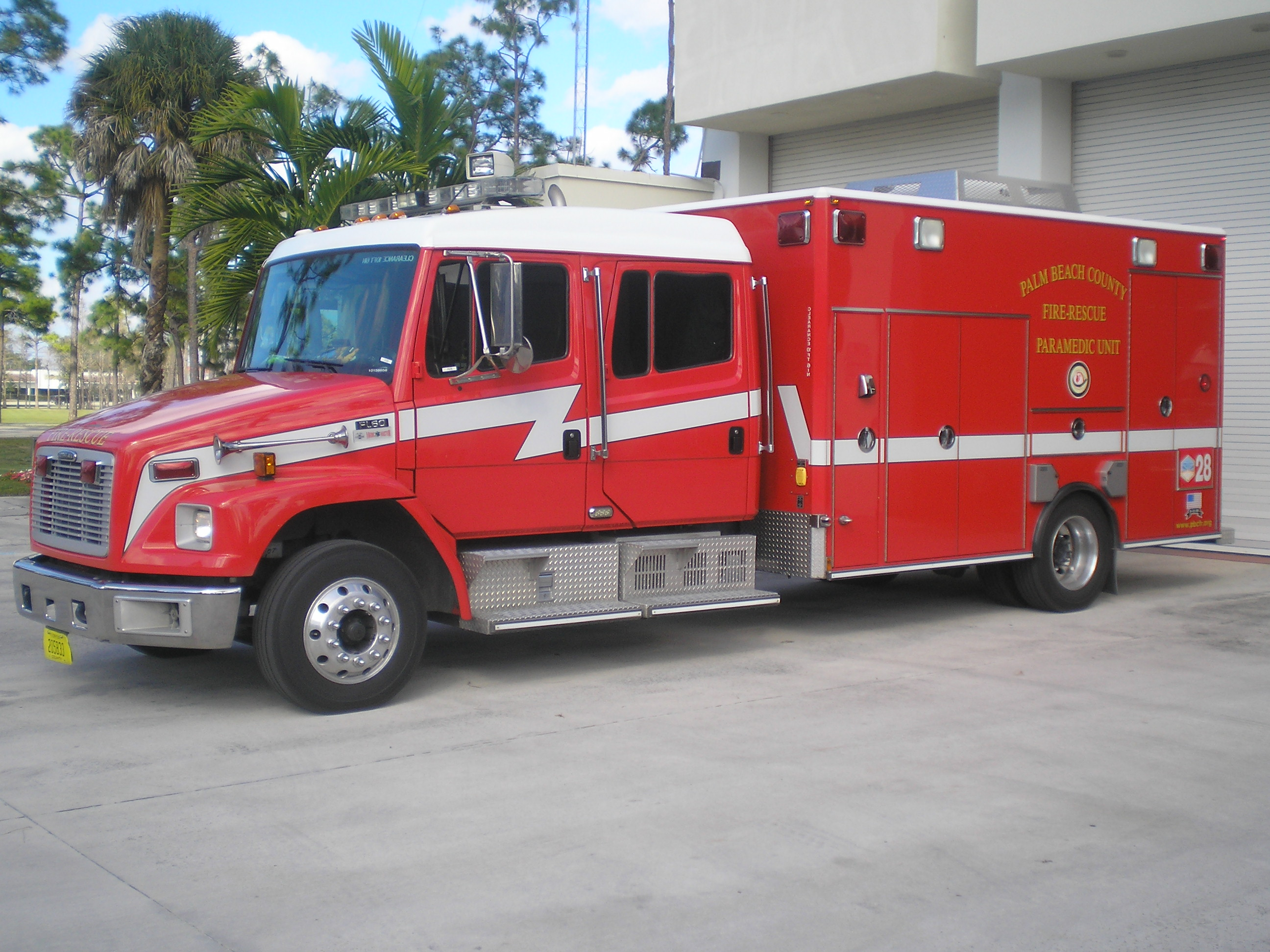
Uma unidade paramédica de suporte avançado de vida do Resgate de Incêndio do Condado de Palm Beach usada para serviços de emergência médica na Flórida, Estados Unidos.

- Desfibrilação cardíaca utilizando um desfibrilador automático externo (DEA);
- Ritmo transcutâneo;
- Terapia intravenosa;
- Acesso intraósseo e infusão intraóssea;
- Cricotireoidotomia cirúrgica;
- Cricotireoidotomia da agulha;
- Descompressão pleural de pneumotórax de tensão;
- Administração avançada de medicamentos através de vias parenteral e enteral (IV, IO, PO, PR, ET, SL, tópico e transdérmico);
- Suporte avançado de vida cardiovascular;
- Suporte avançado de vida pediátrico;
- Suporte de vida em trauma pré-hospitalar (PHTLS), suporte básico de vida de trauma (BTLS) ou suporte internacional de vida de trauma (ITLS).

## Algoritmos
O ALS pressupõe que o suporte básico de vida (administração de máscaras de saco de oxigênio e compressões torácicas) seja administrado.
O principal algoritmo do ALS, que é invocado quando a parada cardíaca é estabelecida, conta com o monitoramento da atividade elétrica do coração em um monitor cardíaco. Dependendo do tipo de arritmia cardíaca, a desfibrilação é aplicada, e a medicação é administrada. O oxigênio é administrado e a intubação endotraqueal pode ser tentada para proteger as vias aéreas. Em intervalos regulares, avalia-se o efeito do tratamento no ritmo cardíaco, bem como a presença de saída cardíaca.
Os medicamentos que podem ser administrados podem incluir adrenalina (epinefrina), amiodarona, atropina, bicarbonato, cálcio, potássio e magnésio. Soro fisiológico ou coloides podem ser administrados para aumentar o volume circulante.
Quando a RCP é dada (manualmente, ou através de equipamentos automatizados como o AutoPulse), os membros da equipe consideram oito formas de causas potencialmente reversíveis para parada cardíaca, comumente abreviadas como "6Hs & 5Ts" de acordo com o Suporte Avançado de Vida Cardíaca (ACLS) 2005/2010.

## Hs e Ts
'H's
- Hipóxia: baixos níveis de oxigênio no sangue;[13][14][15]
- Hipovolemia: baixa quantidade de sangue circulante, seja absolutamente devido à perda de sangue ou relativamente devido à vasodilatação;[13][14][15]
- Hipercaliemia: distúrbios no nível de potássio no sangue e distúrbios relacionados nos níveis de cálcio ou magnésio;[13][14][15]
- Hipotermia/hipertermia: temperatura corporal não mantida;[13][14][15]
- Íons de hidrogênio (acidose);[13][14][15]
- Hipoglicemia: níveis baixos de glicose no sangue.[13][14][15]

'T's
- Pneumotórax hipertensivo: aumento da pressão na cavidade torácica, levando à diminuição do retorno venoso ao coração;[13][14][15]
- Tamponamento: fluido ou sangue no pericárdio, comprimindo o coração;[13][14][15]
- Tóxico e/ou terapêutico: produtos químicos, sejam medicamentos ou envenenamento;[13][14][15]
- Tromboembolismo e obstrução mecânica relacionada (bloqueio dos vasos sanguíneos para os pulmões ou coração por um coágulo sanguíneo ou outro material);[13][14][15]

Em dezembro de 2005, as diretrizes de suporte avançado de vida em coração mudaram significativamente. Um grande novo consenso mundial foi buscado com base nas melhores evidências científicas disponíveis. A proporção de compressões para ventilações agora é recomendada como 30:2 para adultos, para produzir pressões de perfusão coronária e cerebral mais altas. A desfibrilação agora é administrada como um único choque, cada um seguido imediatamente por dois minutos de RCP antes que o ritmo seja reavaliado (cinco ciclos de RCP).

## Outras condições
ALS também cobre várias condições relacionadas à parada cardíaca, como arritmias cardíacas (fibrilação atrial, taquicardia ventricular), envenenamento e, efetivamente, todas as condições que podem levar à parada cardíaca se não tratadas, exceto as emergências verdadeiramente cirúrgicas.

## Profissionais responsáveis

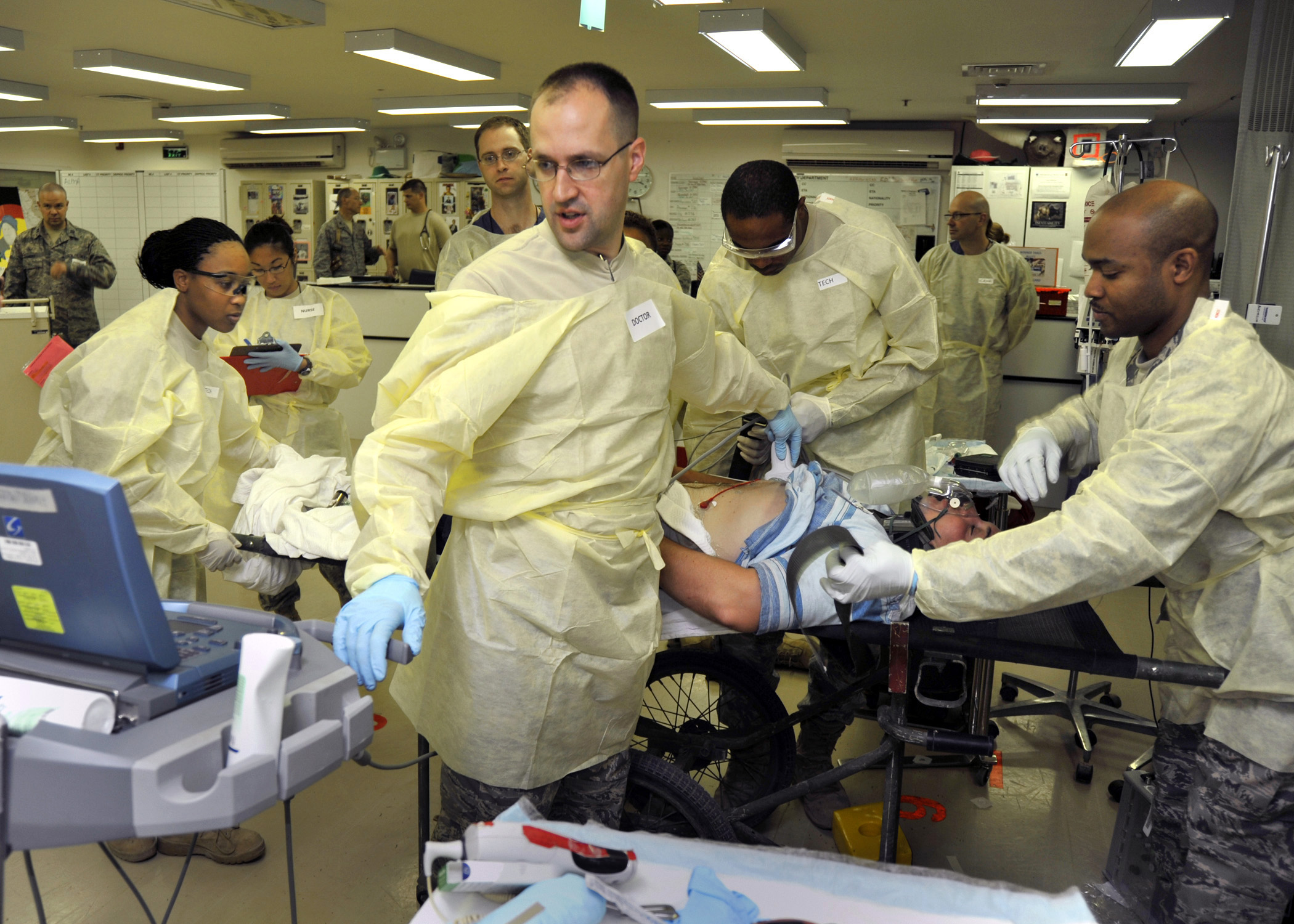
Medicina de urgência

Muitos profissionais de saúde são treinados para administrar alguma forma de ALS. Em ambientes fora do hospital, técnicos de emergência, paramédicos ou médicos de urgência normalmente fornecem este nível de atendimento.
Em hospitais, ALS geralmente é administrado por uma equipe de médicos e enfermeiras, com alguns paramédicos clínicos praticando em certos sistemas. As equipes de parada cardíaca, ou "equipes de código" nos Estados Unidos, geralmente incluem médicos e enfermeiras seniores de várias especialidades, como medicina de urgência, anestesiologia, medicina interna.